# Ислам в Шри-Ланке

Зелёный цвет на флаге Шри-Ланки символизирует ислам и мавританское этническое меньшинство.

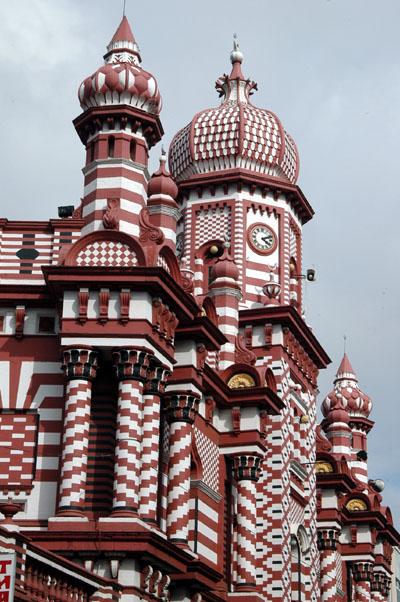
Одна из старейших мечетей в Коломбо Джами Уль Альфар.

Ислам на Шри-Ланке является второй по численности верующих религией. Согласно переписи населения 2012 года 1 967 227 жителей Шри-Ланки (около 9,1 %) исповедуют ислам. 99,7 % всех представителей одной из крупнейших народностей страны — ларакалла — исповедуют ислам. Местные жители также используют термин «мусульманин» для обозначения народности ларакалла.

## История

Распространение ислама в провинциях Шри-Ланки. Доля населения в процентах, 2001 год.

Ислам принесли на Шри-Ланку в VII веке арабские торговцы. В VIII веке арабы контролировали большую часть торговли в Индийском океане и способствовали распространению ислама. Многие из них осели на острове в большом количестве. Однако, с приходом на Шри-Ланку в XVI веке португальцев, большинство потомков арабов, которых назвали ларакалла или шри-ланкийские мавры, подверглись гонениям. Сингальские правители дали убежище многим мусульманам на Центральном плато и в Восточных провинциях Шри-Ланки.
В течение XVIII и XIX веков с позволения нидерландских и британских правителей на острове поселяются яванские и малайские мусульмане. Они переняли исламские традиции народности ларакалла, привнеся в них свои уникальные исламские практики. Потомки поселенцев сейчас составляют группу шри-ланкийских малайцев. В XIX и XX веках на острове была отмечена миграция индийских мусульман, что также способствовало росту ислама. В частности, мусульмане из Пакистана и Южной Индии принесли шафиитскую и ханафитскую традиции исламского права, хотя до тех пор большинство мусульман острова придерживались традиционных практик суннизма и суфизма.

### Мусульмане во время гражданской войны
В течение 26 лет на Шри-Ланке шла гражданская война между центральным правительством и военизированным движением «Тигры освобождения Тамил Илама» (ТОТИ). ТОТИ боролось за создание независимого государства «Тамил-Илам» на территориях, которые также являются основным ареалом ларакалла. ТОТИ ставило себе целью построение моноэтнического государства. Они развернули геноцид мусульман, сотни мусульман были убиты, сотни тысяч были вынуждены покинуть места проживания. Так, в октябре 1990 года более 95 тысяч мусульман были изгнаны из Северной провинции. После окончания гражданской войны часть семей вернулась в места предыдущего проживания. В Джафне насчитывается более 2000 мусульман, в городе восстановлены мечети, исламские магазины.

### Современное положение
В 21 веке среди мусульман Шри-Ланки усилилось влияние салафизма, распространение которого спонсировала Саудовская Аравия, также возросло число последователей ваххабизма. Вследствие этого произошёл ряд конфликтов между буддистской и мусульманской общинами острова.

## Шри-ланкийские мавры

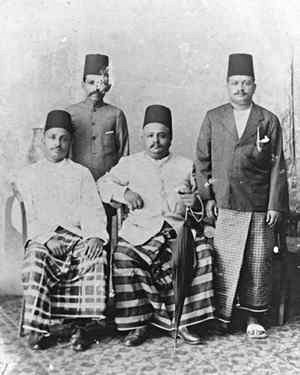
Мужчины Ларакалла в начале XX века.

Шри-ланкийские мавры являются носителями тамильского языка и исламского вероисповедания. Несколько генеалогических теорий указывают, что ларакалла относятся к тамильскому этносу, их предки также были тамилами, и перешли в ислам из других конфессий. Другие исследователи утверждают, что шри-ланкийские мавры являются потомками арабских торговцев, которые принесли ислам на остров. Этой теории придерживаются сингалы и центральное правительство, которое выделяет ларакалла как отдельную от тамилов этническую группу. Эта классификация и отделение ларакалла от тамилов оспорена несколькими источниками.

### Восточное побережье
Мусульмане преобладают в восточных провинциях страны. Ларакалла поселились на восточном побережье во время гонений со стороны португальцев. Мавры в основном заняты в сельском хозяйстве, рыболовстве и торговле. Наследование у Ларакалла происходит по женской линии как и в юго-западном индийском штате Керала, при этом они используют исламскую правовую систему.

### Западное побережье
Большинство мавров на западном побережье заняты в торговле и государственной службе, и проживают в крупных городах Западной и Северо-Западной провинций. На западном побережье наследование в семье проходит по мужской линии. Как и Центральных провинциях, фамилией новорожденных мавров западного побережья становится имя их отца, что схоже с арабской традицией.

## Малайцы
Шри-ланкийские малайцы родом из Юго-Восточной Азии и сегодня составляют около 50 000 человек или 2,5 % всех мусульман страны. Их предки приехали на остров, когда Шри-Ланка и Индонезия были голландскими колониями. Большинство малайских переселенцев были солдатами, которые были ввезены в Шри-Ланку голландской колониальной администрации, и затем остались жить на острове. Часть переселенцев была заключенными, а также представителями знатных семей Индонезии, которые были высланы на Цейлон и не покинули остров потом. Основой малайской идентичности является малайский язык с многочисленными заимствованиями из сингальского и тамильского языков. Как и мавры, большинство малайцев являются последователями шафиитского мазхаба суннизма.

## Прочие индийские мусульмане
Мусульмане индийского происхождение являются потомками мигрантов, которые прибыли на остров в поисках лучшей жизни в колониальный период. Часть из них приехала во времена португальского господства, другие приезжали в различные периоды британского периода управления. Большинство из них родом из штатов Тамилнад и Керала, и в отличие от Ларакалла, этнически связаны с жителями Южной Индии. Их общая численность оценивается в 30 000 человек. Большинство индийских переселенцев исповедовали суннизм ханафитского мазхаба, при этом было небольшое число переселенцев шиитского вероисповедания из Северной и Западной Индии.